# 3003 Konček
3003 Konček è un asteroide della fascia principale del diametro medio di circa 25 km. Scoperto nel 1983, presenta un'orbita caratterizzata da un semiasse maggiore pari a 3,0280555 UA e da un'eccentricità di 0,1169998, inclinata di 11,58820° rispetto all'eclittica.
L'asteroide è dedicato allo slovacco Mikuláš Konček, fondatore dell'Istituto Meteorologico di Bratislava.